# 红柳河南站
红柳河南站，是兰新客运专线线上的一个高铁火车站，位于中华人民共和国甘肃省酒泉市敦煌市红柳村境内，已于2014年12月26日投入运营。

## 停靠车次
红柳河南站目前无列车停靠 。

## 附近景区
- 敦煌
- 玉门
- 月牙泉
- 酒泉卫星发射中心
- 军马场